# Piper nigriconnectivum
Piper nigriconnectivum är en pepparväxtart som beskrevs av C. Dc.. Piper nigriconnectivum ingår i släktet Piper och familjen pepparväxter. Inga underarter finns listade i Catalogue of Life.